# ثریمر (قمر)

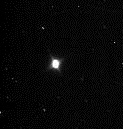
نمایی از قمر «ثریمر N00178503» - ثبت‌شده در ۲۶ نوامبر ۲۰۱۱

ثریمر (به انگلیسی: Thrymr)، که با نام زحل XXX هم خوانده می‌شود، از قمرهای سیاره زحل است. این قمر در سال۲۰۰۰ توسط برت جیمز گلدمن و همکاران کشف شد؛ و با نام موقت اس/۲۰۰۰ اس ۷ نامگذاری شد. نام آن از یوتون غول یخی از اساطیر اسکاندیناوی گرفته شده‌است.
ثریمر حدود ۷ کیلومتر قطر دارد. با مدار متوسط ۲۰٬۸۱۰ مگامتر و دوره ۱۱۲۰٫۸۰۹ روز دور زحل می‌چرخد. این قمر ممکن است از قطعات متلاشی شده فوبه شکل گرفته‌باشد. انحراف آن ۱۷۵ درجه نسبت به دائرةالبروج و (۱۵۱ درجه نسبت به استوای زحل) است. حرکت این قمر رجوعی و خروج از مرکز مدار آن ۰٫۴۵۳ است.

## مطالعه بیشتر
- Cassini Mission: Thrymr